# Leptobrachiinae
Leptobrachiinae – podrodzina płazów bezogonowych z rodziny Megophryidae. 

## Zasięg występowania
Podrodzina obejmuje gatunki występujące w Indiach oraz sąsiednim Nepalu i Bhutanie przez Bangladesz, Mjanmę i Indochiny do Wysp Sundajskich, południowych Chin i Filipin.

## Podział systematyczny
Do podrodziny należą następujące rodzaje:
- Leptobrachella Smith, 1925
- Leptobrachium Tschudi, 1838
- Oreolalax Myers & Leviton, 1962
- Scutiger Theobald, 1868